# 스자쿠노촌
스자쿠노촌(일본어: 朱雀野村)은 일본 교토부 가도노군에 설치되었던 촌이다. 현재의 교토시 나카교구의 일부에 해당한다.